# Сонячна туманність
Сонячна туманність, плоский диск, що обертається і складається з міжзоряного пилу й газоподібного водню, з якого шляхом ущільнення була сформована Сонячна система (Сонце, планети та інші космічні тіла) приблизно 4,6 млрд років тому.
Згідно із загальновизнаною парадигмою походження Сонячної системи, її утворення починається з гравітаційного колапсу частини міжзоряної хмари газу та пилу, яка має початкову масу на 10—20 % більше сучасної маси Сонця. Цей колапс міг бути ініційований випадковими коливаннями щільності всередині хмари, одне або кілька з яких могли призвести до накопичення достатньої кількості матеріалу для запуску процесу, або зовнішніми порушеннями, як-от ударна хвиля від спалаху наднової.
Область хмари, що руйнується, швидко набуває приблизно сферичної форми. Оскільки вона обертається навколо центру Галактики, частини, віддалені від центру, рухаються повільніше, ніж близькі. Отже, коли хмара руйнується, вона починає обертатися, і для збереження кутового моменту швидкість обертання зростає, оскільки вона продовжує стискатися. При постійному стисканні хмара вирівнюється, оскільки речовині легше слідувати за притяганням сили тяжіння, перпендикулярно площині обертання, ніж вздовж неї, де протилежна відцентрова сила найбільша. Результатом на цьому етапі, як і в моделі Лапласа, є диск матеріалу, утворений навколо центральної конденсації. Ця конфігурація, яку зазвичай називають сонячною туманністю, нагадує форму типової спіральної галактики у значно зменшеному масштабі. Коли газ і пил руйнуються в направленні до центральної конденсації, їх потенційна енергія перетворюється на кінетичну енергію (енергію руху), і температура матеріалу підвищується. Врешті-решт температура стає досить високою в межах конденсації, щоб почалися ядерні реакції, тим самим утворюючи Сонце. Тим часом матеріал на диску стикається, об'єднується і поступово утворює все більші та більші об'єкти, як у теорії Канта. Оскільки більшість частинок матеріалу мають майже однакові орбіти, зіткнення між ними відносно незначні, що дозволяє частинкам об'єднуватися і залишатися разом. Таким чином, більші скупчення частинок поступово нарощуються.
Теоретичні моделі сонячної туманності вказують на зниження температури зі збільшенням відстані від Сонця. Якби тепловий градієнт був досить крутим, склад конденсатів з туманності, за умови знаходження в рівновазі, змінювався б залежно від відстані та температури. Меркурій міг би утворитися з високотемпературних конденсатів, які складалися б з металевого заліза і силікатів, які не містять FeO, що могло б пояснити великий вміст металу у ядрі у Меркурія: залізо конденсується перед силікатами магнію, отже, може зростись першим. Однак, конденсація температур металічного заліза і силікату магнію (енстатит і форстерит) настільки близькі, що це вимагало б дуже швидкого збільшення Меркурію. Крім того, порядок конденсації металу і силікату магнію змінюється залежно від тиску. Якщо тиск вище {\displaystyle 10^{-4}}атм, то метал конденсується перший, а якщо нижче, то олівін, що вперше було зазначено Гроссманом.
Рух малих частинок в сонячній туманності контролювався силою тяжіння Сонця і силою опору туманного газу. Демонстрацією міри важливості газового опору є час зупинки, який є імпульсом частинки щодо газу, розділеного на силу опору. Частинки з періодами зупинки, меншими за орбітальний період (приблизно розмір субметра), були сильно пов'язані з газом, хоча мали місце певні відхилення від руху газу. Частинки з більш тривалим часом зупинки рухались приблизно по кеплерівських орбітах, які були порушені газовим опором. Частинки розміром у мікрометри здебільшого зазнали впливу броунівського руху, спричиненого зіткненнями з окремими молекулами газу. Значення броунівського руху зменшувалось зі збільшенням маси частинки. Тиск газу означає, що сонячна туманність мала кінечну вертикальну товщину. Тверді частинки не зазнавали тиску й осідали до середньої площини диска через вертикальну складову гравітації Сонця, рухаючись із кінцевою швидкістю, так що швидкість осідання зростала зі збільшенням маси частинок. Вертикальний розподіл частинок визначався конкуренцією між осіданням та бурхливими рухами, що спричиняло розсіювання частинок подалі від середньої площини. В результаті поверхневі шари диска містили лише дрібні частинки, тоді як великі концентрувались поблизу середньої площини.